# Cray-3
Cray-3 は、クレイ・リサーチが Cray-2 の後継として開発したスーパーコンピュータ。ガリウムヒ素（GaAs）半導体をコンピュータに初めて大々的に利用した。プロジェクトは失敗に終わり、Cray-3 はわずか1台だけが顧客に納入された。シーモア・クレイは Cray-4 の設計を開始したが、プロジェクト完了前に会社が倒産した。

## 背景
設計は1980年代後半にコロラドスプリングスにあるクレイの新しい研究所で開始された。クレイは管理上のわずらわしさから逃れるために本社からこちらに移っていた。なお、この研究所は Cray-2 設計当時にボルダーに設立したクレイ・ラボラトリーズとは異なる。クレイは、さらなる高速化をいつも3つの改良を同時に行うことで実現しようとした。それは、計算機構を増やしてシステムの並列性を増大させること、より稠密に実装することで信号の遅延を抑えること、より高速な部品を使ってクロック周波数を上げることである。Cray-2 では、画期的な集積回路の3次元実装システムを導入することで高密度実装を実現したが、そこには改善の余地があった。しかし、目標としていた10倍の性能向上を実現するには、それだけでは足りなかった。
Cray-2 では、4.1 ns（244 MHz）でシリコントランジスタの速度限界に迫っており、せいぜい2倍程度までしか性能改善の余地はなかった。クレイは、Cray-2 でガリウムヒ素を使うつもりだった。ガリウムヒ素はスイッチング速度が速いだけでなく、エネルギー消費が少ないため発熱も少なくて済む。当時はガリウムヒ素の製造技術がスーパーコンピュータに使えるレベルではなかったので実現しなかったが、1980年代中頃には状況が変わり、クレイは迷わずそれを選択した。最終的にガリウムヒ素集積回路メーカーである GigaBit Logic に投資し、同社をチップ供給業者とした。
これは極めて危険な賭けだった。テクノロジがうまくいかなかった場合、プロジェクトの失敗が避けられないものとなる。Cray-2 は大成功というわけではなく、Cray Y-MP 開発の真っ最中であったため、クレイ・リサーチの経営陣は Cray-3 開発の優先順位を下げる決断をした。クレイにとって、これは初めての出来事ではなく、彼が自分の会社を設立するきっかけも同じような経緯であった。結果として、NCARを主たる顧客とする「クレイ・コンピュータ」社を新たに設立することになった（「クレイ」の記事は、クレイ本人が最終的に去って残されたほうのクレイ社についての記事である。こちらの記事に関係するあたりとしては「クレイ・コンピュータは急激に傾き、1995年に倒産した。」という所の前後を参照）。

## 実装

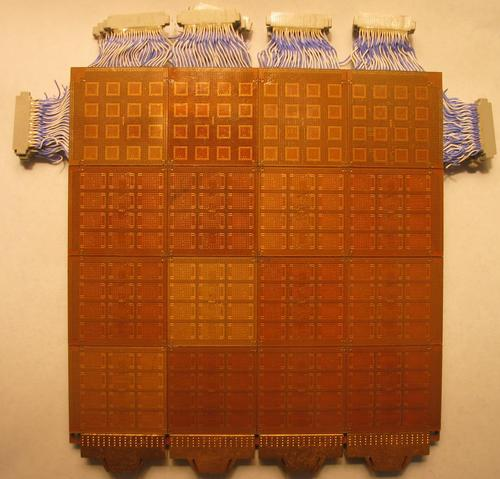
典型的なモジュール。サブモジュールを4×4で配置した層を4層集積している。底部にある金属のコネクタは電源供給用。Alan Kilian より

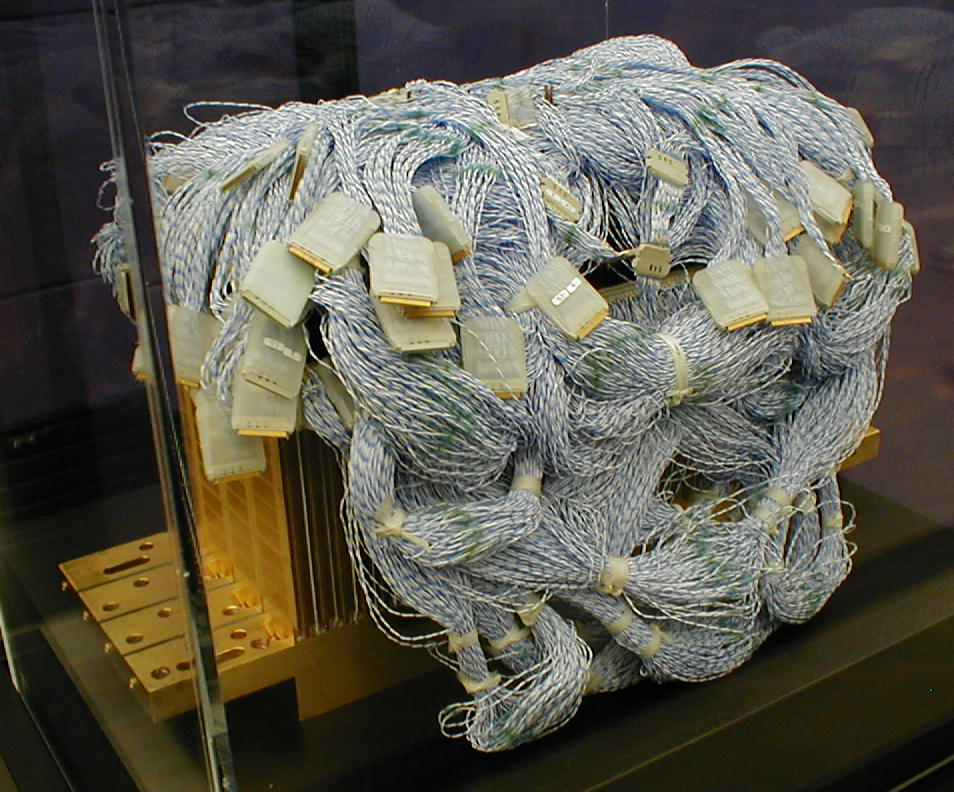
プロセッサ・ブロック全体。モジュールは内部に縦に実装されている。Alan Kilian より

以前と同様、Cray-3 は部品を実装した回路基板を複数集積した「モジュール」で構成されている。高密度実装するため、ガリウムヒ素のチップはパッケージングされず、4"x4" の基板に直接金でボンディングされた。そして、チップを挟み込むようにもう1枚の基板が最初の基板と結合される。このサブモジュールを4枚重ねたものをさらに前後左右に並べて接続し、3次元回路を構成している。Cray-3 では、4層のサブモジュールを4個×4個の形で並べたものを1つのモジュールとした（モジュールの大きさは 16"x16"x.75"）。このような高度な実装を行っても、1990年代初期の標準から見れば実装密度は低く、1立方インチ当たり100ゲート程度にしかならない。最近のCPUでは、1平方インチ当たり数百万ゲートであり、3次元回路への移行はまだ行われていない。
1つのプロセッサは、このモジュールを32個集積して、大量のより線対で相互接続したものである。そのモジュール群はアルミニウムのシャーシに納められる。この状態を「ブリック」と呼ぶ。冷却のため、ブリックは Cray-2 と同じフロリナート (Fluorinert) の液に浸される。4プロセッサシステムで、88kWの電力を消費する。4プロセッサシステム全体の大きさは、高さと奥行きが約20インチで、幅が2フィート強であった。筐体は3フィート×3フィート×4フィートで、プロセッサが一番上に置かれ、その下にメモリ、さらに一番下に電源装置と冷却装置が置かれる。全体として Cray-3 は Cray-2 よりもかなり小型化され、他のスーパーコンピュータに比較しても小さかった。
基本サイクルは 2.11 ns または 474 MHz で、各プロセッサの性能は 0.948 GFLOPS、全体では 15.17 GFLOPS の性能であった。高性能化の決め手は高速メモリアクセスであり、各プロセッサのメモリ帯域幅は最大 8 GB/s であった。

## 開発完了後
開発は遅延し、1号機が NCAR に納入されたのは1993年5月であった。設計上は最大16プロセッサまでとなっていたが、NCAR に納入されたマシンは4プロセッサで、メモリは128メガワード（ワード長は64ビットなので、6GB）であった。納入後、平方根コードにバグがあり、4つのCPUのうちの1つが不安定であることが分かった。どちらの問題にも部品交換で対応予定だったが、実際には交換は行われなかった。NCAR は代金支払いを拒否し、クレイ・コンピュータ社は1995年、約3億ドルの負債を抱えて倒産した。NCAR に納入されたマシンは公式には即座に廃棄となったが、実際にはプロセッサを2個取り除いて、その後も非公式に使われ続けた。
Cray-3 は7台が製造されたが（ほとんどは2CPUのマシン）、NCAR 以外には納入されなかった。そのうち3台は Cray-4 プロジェクトで使われた。Cray-4 は Cray-3 の設計を踏襲し、64プロセッサを1GHzで駆動する計画であった。また、別の1台は Cray-3/SSS プロジェクトで使われた。こちらは、SIMD型の超並列マシン開発プロジェクトである。
Cray-3 の失敗は、マシン自体に問題があったというよりも、政治情勢や技術的情勢の変化によるところが大きい。開発中にワルシャワ条約機構が崩壊して冷戦が終わり、大規模スーパーコンピュータ市場は急激に小さくなった。同じころ、超並列マシンが台頭してきた。クレイは、超並列の考え方には批判的であり、並列性を引き出すプログラミング技術の実用化は難しいという旨の言葉がウォールストリート・ジャーナルにも掲載されたことがある。彼は「私が生きている間に彼らが普遍的成功を収めるのは難しいと思う」と述べたが、突然の自動車事故によってそれが真実になってしまった。